# Podolí (země)

Mapa historických území Ukrajiny

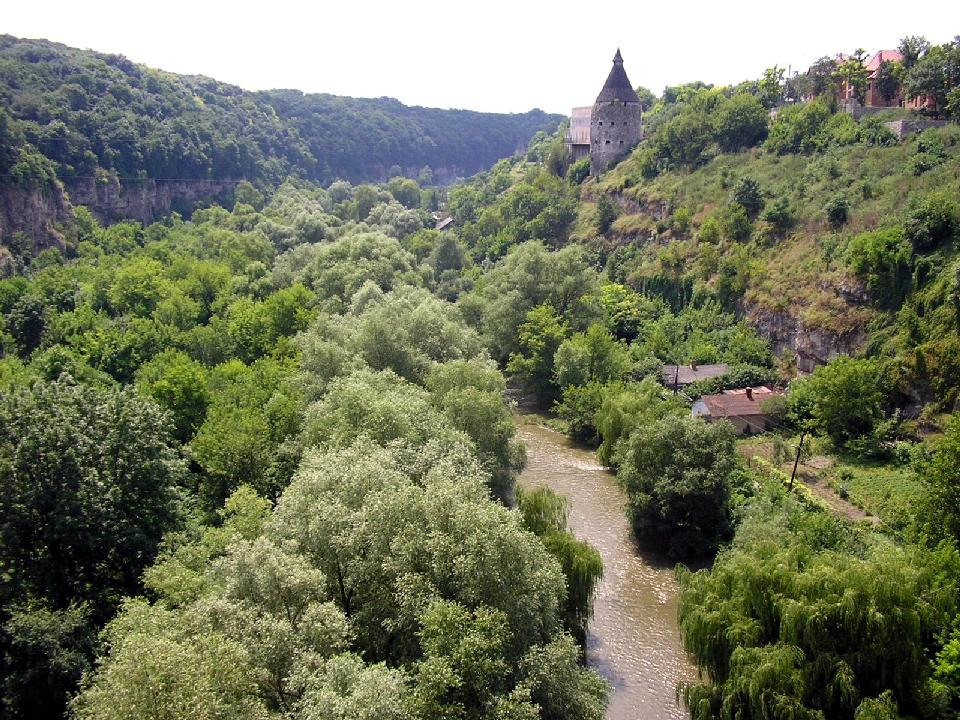
Kaňon řeky Smotryč v Kamenci Podolském

Podolí (ukrajinsky Поділля [podil’l’ja], rumunsky Podolia, polsky Podole) je historický kraj ve východní Evropě, převážně na území dnešní Ukrajiny a z malé části v Moldavsku (v Podněstří). Jeho další historické názvy jsou Podole (polsky), Подолье (rusky) nebo Podolya (turecky). Název je slovanského původu a pochází od „dolů“, tedy hlubokých údolí místních řek, která se zařezávají do Podolské vysočiny.
Rozloha území zhruba odpovídá Česku, přičemž historicky dosahovala až 94 tisíc km² (dnes se do Podolí obvykle počítá oblast o ploše asi 61,5 tisíc km²). Po řadu staletí se jednalo o výspu Polska, resp. Republiky obou národů, při dělení Polska bylo včleněno do Ruského impéria a později se stalo jedním ze základních regionů Ukrajiny. Populace činí 4–5 milionu lidí, největší města jsou Vinnica a Chmelnyckyj.

## Poloha a geografie

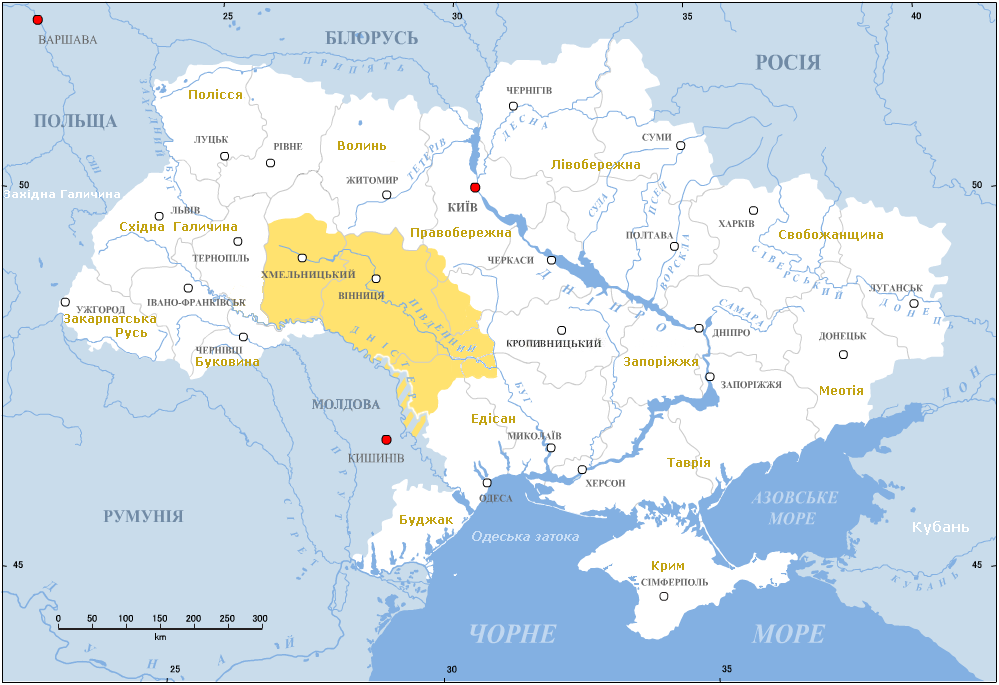
Podolí na mapě dnešní Ukrajiny

Podolí se prostírá v západní části Ukrajiny (Vinnycká oblast, většina Chmelnycké oblasti a okrajové části Čerkaské, Kirovohradské, Oděské a Mykolajivské oblasti) s přesahem do Moldavska (severní Podněstří). Jeho říční osou je Jižní Bug a jihozápadní hranici tvoří Dněstr. Na severu sousedí s Volyní, na západě s Haličí (hraniční řekou je Zbruč), na jihozápadě s Besarábií (Moldávií), na jihovýchodě s Jedisanem a na severovýchodě s centrální (resp. Pravobřežní) Ukrajinou.
Většinu regionu tvoří zvlněná pahorkatina až vysočina s hlubokými zalesněnými údolími řek. Celkově se území svažuje k jihovýchodu. Na plošinách se ve velké míře nachází úrodné černozemě.

### Významná města
Tradičním centrem regionu je na západním okraji ležící historické město Kamenec Podolský (ukrajinsky Кам'янець-Подільський/Kam'janec-Podilskyj) s velkým hradem nad kaňonem řeky Smotryč. Historickým centrem východního Podolí byla Braclav. 

#### na Ukrajině
- Kamenec Podolský – historické hlavní město země
- Vinnycja – dnes největší město, i díky centrální poloze je označována za hlavní město Podolí
- Chmelnyckyj – druhé největší město, do roku 1954 se nazývalo Proskurov
- Podilsk – největší podolské město v rámci Oděské oblasti
- Balta – silniční uzel, vznikla v 17. století na hranici mezi Republiky obou národů a Osmanskou říší (území Jedisan)
- Mohylov Podolský – město na Dněstru, v okolí jsou místa Gogolových románů
- Žmerynka – významný železniční uzel
- Chotyn – město a významná pevnost na hranici Republiky obou národů a Osmanské říše, později při trojmezí Ruska, Rumunska a Rakouska-Uherska
- Hajsyn – podle legendy založeno Turky (Haisin v turečtině znamená „stát na kopci“.)
- Bar – historické město plně kostelů a klášterů (například karmelitánů), od roku 2016 tvoří s okolnimi městy a vesnicemi Městskou komunitu Bar City
- Braclav – historické město a středisko východního Podolí
- Letyčiv – historické město s mnoha památkami
- Nemyriv – město známé výrobou vodky Nemiroff
- Umaň – dálniční uzel na východním okraji Podolí (patřil do něj jen v některých obdobích)
- Pervomajsk – souměstí na historickém trojmezí Podolí (čtvrť Bohopiľ), Jedisanu a Záporoží

#### v Moldavsku
- Rîbnica – největší město jižního Podolí, jedno z moldavských měst s převahou Ukrajinců
- Kamenka – Nabokovovy povídky obsahují zmínky o letních dnech strávených na kamenném panství s vinicemi, kde se odehrávaly příběhy se sestrami a sestřenicemi, umístěném v okolí města.

V historii byla oblast větší (82–94 tisíc km²), v dnešní době se jako oblast Podolí označuje 61,5 tisíc km².

## Dějiny

### Pravěk, starověk, středověk

Historický znak Podolí

Podolí bylo osídleno několika kulturami již v neolitu. Ze 4. a 3. tisíciletí př. n. l. pocházejí nálezy artefaktů Tripolské kultury. Ve starověku zde sídlili Skytové (zmiňují se o nich Hérodotovy Dějiny), následně Dákové a Getové. Na obranu proti nim byla zde počátkem 2. století zřízena jedna z větví Trajánova valu. Načas bylo Podolí součástí říše Hunů, v 6. století se zde usadili Slované: podle Nestora zde sídlili Bužané, Ulici a Doudlebové; ve středověku vystaveni častým nájezdům Avarů, posléze Maďarů a Mongolů.

### Podolské knížectví
Knížectví vzniklo v důsledku bojů o dědictví Haličsko-volyňského knížectví. Založil ji princ Jurij Koriyatovych (syn Mychajla Korijata Gedyminoviče). Existovalo v letech 1363–1434. Území knížectví pokrývalo území od soutoku řek Strypa a Zolot na západě po Dněpr na východě, na jihovýchodě byla přirozenou hranicí řeka Dněstr. Na jihu byla hranice hranicí stepní zóny, tehdy pod kontrolou Zlaté hordy. Na severu sousedila s Volyňskou a Kyjevskou zemí. Ve 14. století anektovalo východní část Podolí Litevské velkoknížectví; zároveň sem začali pronikat Poláci, kteří kraj získali po smrti litevského knížete Vytautase roku 1430. V roce 1434 byla Podolská země rozdělena mezi Polské království a Litevské velkovévodství podél řeky Murafa. Na polském území vzniklo Podolské vojvodství. 

### Podolské vojvodství
Existovala v letech 1434–1793 a byla to administrativně-územní jednotka Polského království a Polské koruny v Polsko-Litevské unii. Byl vytvořen na základě části zemí Podilského knížectví. Bylo součástí provincie Malopolska. Nacházelo se v jižní části Polsko-litevského společenství. Hlavním městem byl Kamenec Podolský. 

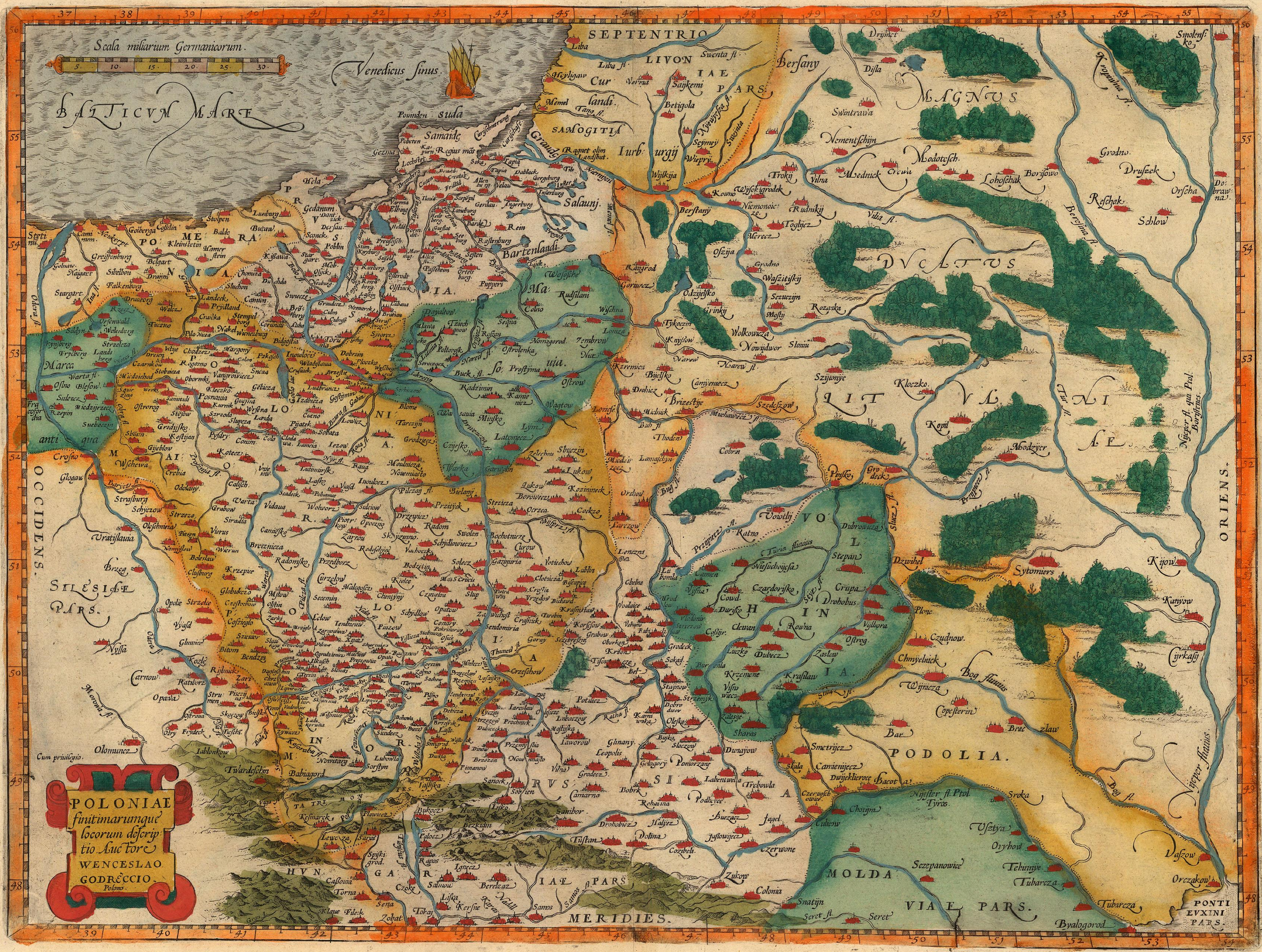
Podolské vojvodství na Polské mapě – 1592

Od roku 1435 se oficiální prameny nově vzniklého vojvodství objevují v písemných pramenech místo knížectví, Vzniká úřad vojvody, Podolský kastelán, soudce, písař, podkomoří. Území Podolského vojvodství se nakonec zformovalo po výpravě generála Kamiance a Starosty Teodorika z Buchače (Jazloveckého) v roce 1447, v důsledku jeho výprav byly k území přidány severovýchodní kraje s hrady Letyčiv a Chmilnyk.

#### Od novověku po současnost

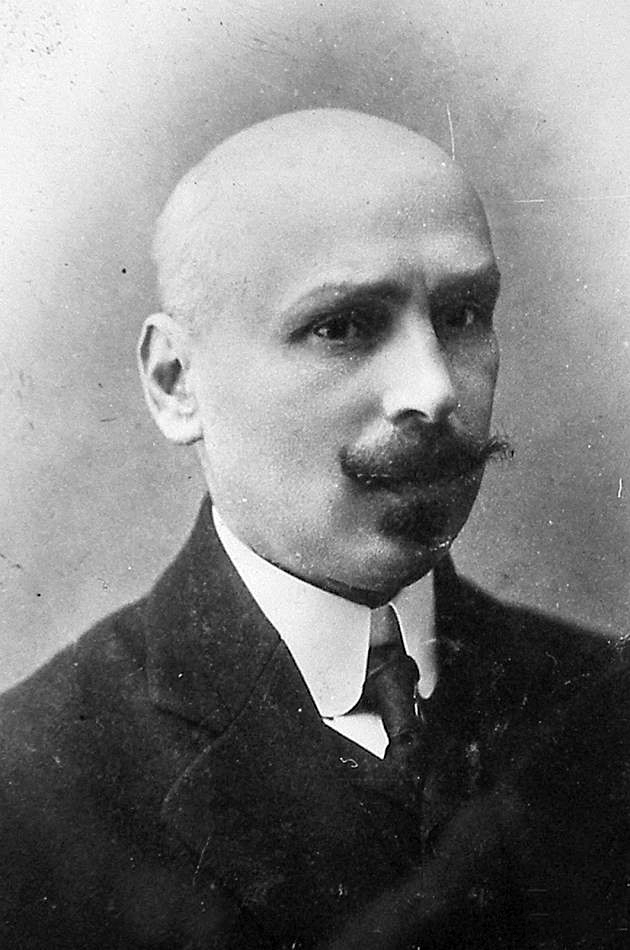
Mychajlo Kocjubynskyj

V 16. a 17. století zde probíhaly kruté boje s Turky (jedna z největších bitev byla svedena u Chotyna). Mnoho podolských obcí bylo zničeno také při povstání Bohdana Chmelnického.

Znak Podolského vojvodství

V 18. a 19. století se v Podolí zrodil východoevropský chasidismus, mohutné židovské náboženské hnutí, které se rychle rozšířilo dále po tehdejším Polsku; jeho zakladatel Ba'al Šem Tov (1698–1760) se narodil v Kamenci Podolském a působil v Medžybiži, kde se narodil mj. jeho pravnuk Nachman z Braclavi. Podolí bývávalo označováno, jako centrum východních židů. 

#### Podolí pod vládou Rakouska-Uherska a Ruska
V důsledku rozdělení polsko-litevského společenství v roce 1793 byly země Podolí připojeny k Ruské říši a byly z nich byly vytvořeny Bratslavské a Izyaslavské fary, které byly v roce 1795 rozděleny na dvě nové – Volyň a Podil. Podolská fara se skládala ze 7 poviatů a Bratslavská fara (9 poviatů). Královským dekretem z 12. prosince 1796 byly opět sjednoceny do provincie Podilsk (1797) s centrem v Kamiance. 
Po dělení Polska (1793) byla část Západního Podolí připojena k Rakousku (konkrétně Červonohorodský okres podél řeky Zbruch přešel do Rakouska), tím získalo většinu oblasti Ruské impérium a učinilo z ní Podolskou gubernii; Rusko zde sousedilo s Rakouskem, kterému také zbyl cíp regionu. Podolí, jako samostatný odministrativní celek zaniká (v Podolském vojvodství bylo 12 žup). 
V letech 1820–1830 se v Podilsku konaly rolnické demonstrace pod vedením Ustyma Karmaljuka .

#### První světová válka
Po I. světové válce zde sousedily Ukrajinská národní republika a Západoukrajinská lidová republika; její malá část Podolí připadla Polsku, zatímco většina území se stala roku 1922 součástí SSSR. V letech 1924–1940 existovala v jihovýchodním Podolí autonomní republika Moldavanů v rámci Ukrajinské SSR. Část Západního Podolí podél řeky Zbruch byla v letech 1921–1939 součástí Polska.

#### Druhá světová válka
Za II. světové války bylo Podolí těžce zasaženo německou invazí a okupací; mnoho obyvatel a téměř všichni Židé skončili v koncentračních táborech. Po válce bylo celé Podolí součástí Ukrajinské SSR, nyní náleží samostatné Ukrajině. 

#### Současnost
Podolí nebylo industrializováno tak těžce jako ostatní regiony a dodnes zde má silnou pozici zemědělství, zejména pěstování ovoce a zeleniny. Je slavné místními víny (některé odrůdy byly vyvezeny do Moldavska) a výrobou likérů (koňak, brandy a horilka). Dnes je oblast Podolí asi 61 000 km², populace je asi 4,8 milionu lidí. Celá oblast má spoustu památek ať z doby Litevské, Ruské nebo Rakousko-Uherské. 

## Galérie

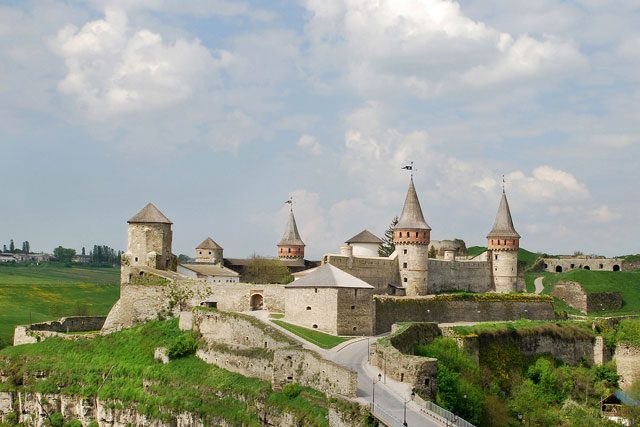
Kamenec Podolský
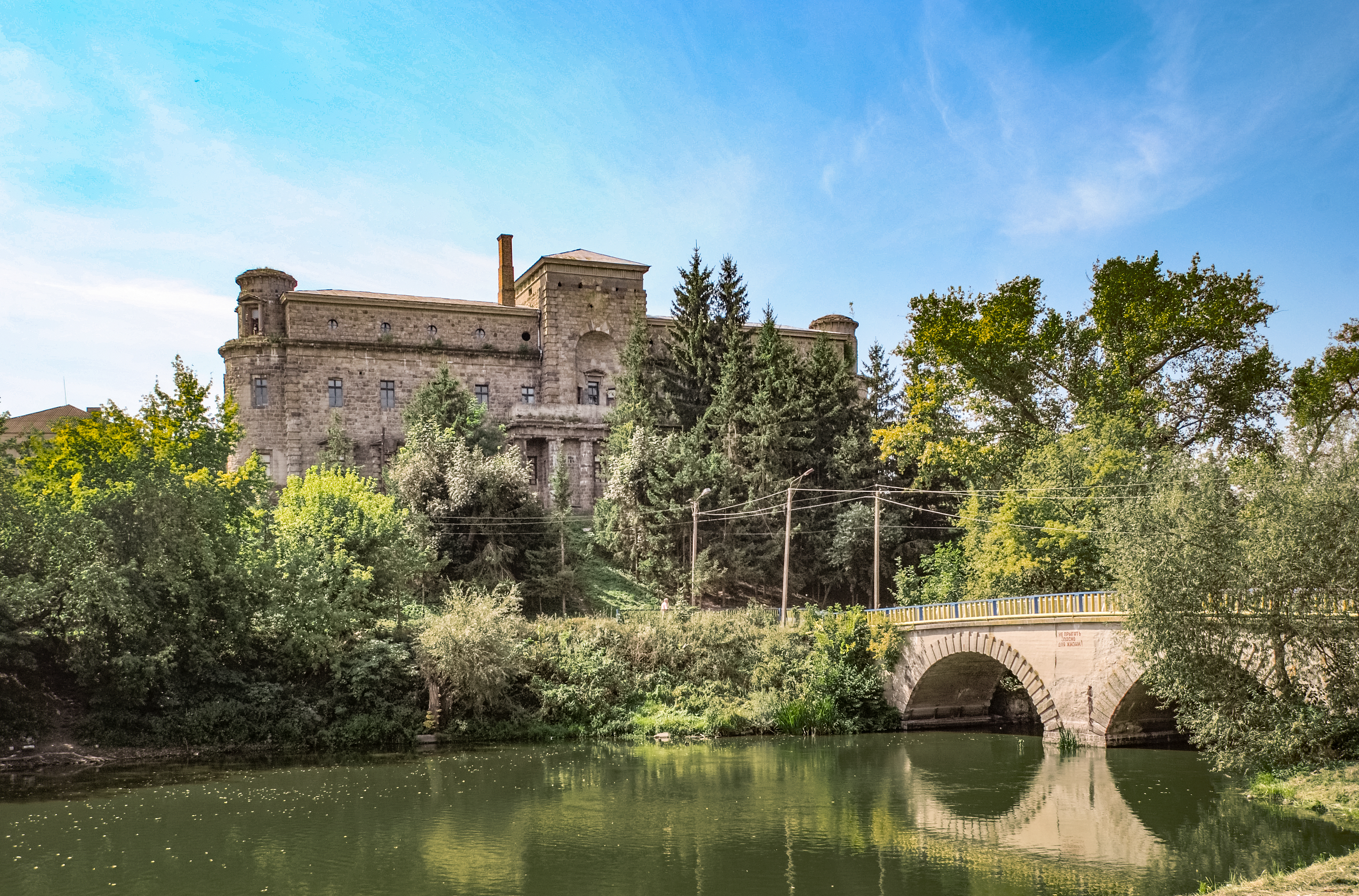
hrad Chmilnyk
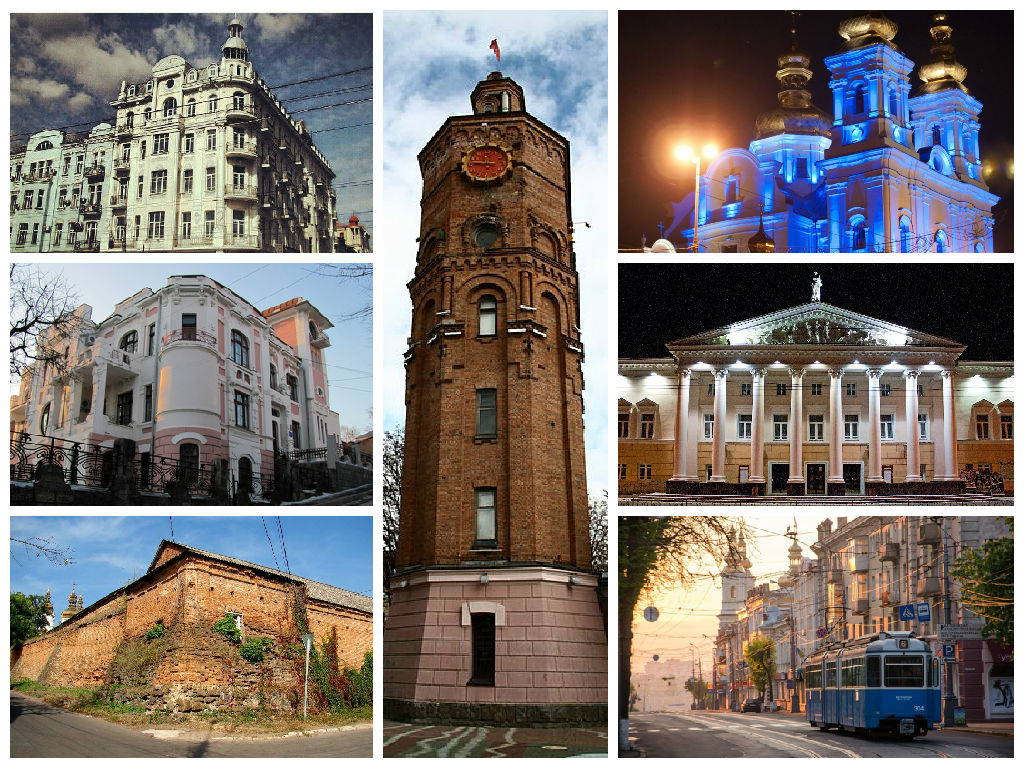
Vinnycja
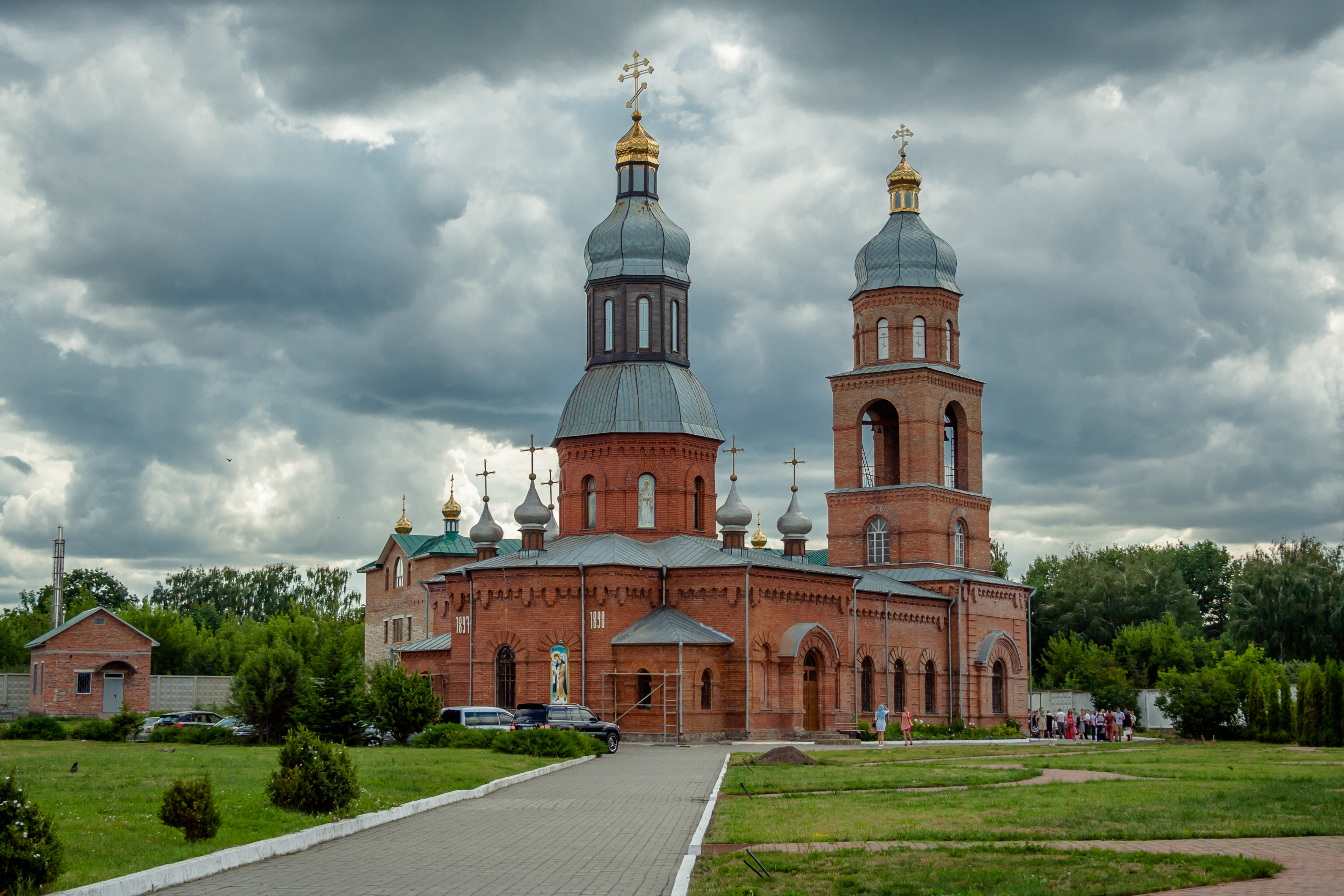
Chmelnyckyj